# Cirurgião-patela
Paracanthurus hepatus, conhecido como cirurgião-patela, é um peixe de tamanho médio, colorido e que vive em recifes. Pertence à família Acanthuridae, sendo o único membro do gênero Paracanthurus.
É popular entre os peixes de aquário, sendo muito conhecido por ser a personagem Dory, dos famosos filmes de Procurando Nemo e Procurando Dory, da Pixar.

## Anatomia e morfologia (características da pele)
Tem a pele dura, composta por pequenas escamas de cor azul "Royal" no dorso, amarelas na cauda. Possui um ou mais pares de afiadas lâminas na base da barbatana caudal, que são utilizadas em situações de defesa e ataque. Possui uma forma hidrodinâmica.
Os peixes podem crescer até aos 31 centímetros.

## Hábitats
Vive em águas transparentes, em zonas de corrente, adjacentes ao recife de coral. São encontrados ao longo do Indo-Pacífico. Pode ser visto nos recifes do Leste da África, Japão, Samoa, Nova Caledônia, e na Grande Barreira de Coral.
Formam pequenos agregados, 1 a 2 metros acima do fundo. Os juvenis e sub-adultos vivem em grupos junto ao coral arborescente Pocillopora eydouxi e quando necessário escondem-se, apertando-se entre os ramos do coral.

## Alimentação
São omnívoros, alimentando-se principalmente de plâncton enquanto jovens.Quando adultos complementam essa dieta com algas.
No aquário a sua alimentação pode incluir artémias, pequenas fatias de lulas, brócolis e ervilhas.

## Reprodução
A reprodução ocorre entre o fim da tarde e a noite. Nesse momento, as cores do cirurgião-patela mudam, passando de um azul uniforme para um azul claro a parte anterior e azul escuro na parte posterior.
Os machos tratam as fêmeas do cardume com agressividade; a fecundação é externa e feita rapidamente.
A organização Rising Tide Conservation, anunciou em 2016 a primeira reprodução do cirurgião-patela (Paracanthurus hepatus) em cativeiro. Um grande avanço para os peixes ornamentais marinhos, até hoje os peixes são coletados de recifes, principalmente na Indonésia e nas Filipinas.